# Wow (Zara Larsson)
Wow è un singolo della cantante svedese Zara Larsson, pubblicato il 26 aprile 2019 come secondo estratto dal terzo album in studio Poster Girl.
Il brano è stato scritto Brittany Amaradio, Thomas Eriksen, Joakim Haukaas, Madison Love e Christopher Comstock, in arte Marshmello, e prodotto da quest'ultimo.

## Pubblicazione
La canzone è stata inizialmente usata per la prima volta in una pubblicità di Citibank negli Stati Uniti. Il 10 aprile 2019 l'account ufficiale verificato dell'etichetta della cantante TEN Music Group di Genius ha fissato la data di uscita della canzone per il successivo 26 aprile. Nel 2020 è stata pubblicata una versione remix del brano con la partecipazione della cantante statunitense Sabrina Carpenter, per la quale è stato reso disponibile anche un video musicale.

## Promozione
Nel 2020, in seguito alla pubblicazione del remix con Sabrina Carpenter, Zara Larsson ha ripreso a promuovere il brano con esibizioni presso show come The Kelly Clarkson Show, gli MTV Europe Music Awards e Little Mix The Search. Sabrina Carpenter ha preso parte soltanto alla prima di queste esibizioni. Il brano è stato inoltre inserito nel film Work It, in cui la stessa Carpenter recita nel ruolo di protagonista.

## Accoglienza
Mike Wass di Idolator ha affermato che il testo della canzone parla del «sentirsi sexy nella propria pelle», definendola «un'eccitante aggiunta alla discografia di Zara» e complimentandosi con il suo «magnifico drop dopo il ritornello».

## Tracce
Download digitale
1. Wow – 2:59

Download digitale (remix con Sabrina Carpenter)
1. Wow (feat. Sabrina Carpenter) (Remix) – 2:59

Download digitale (remix di Imanbek)
1. Wow (con Imanbek) (Imanbek Remix) – 3:07

## Classifiche
| Classifica (2019-20) | Posizione massima |
| -------------------- | ----------------- |
| Irlanda              | 95                |
| Svezia               | 27                |